# Tiramisu
Tiramisu (wł. tiramisù [tiramiˈsu] – od tira mi sù 'popraw mi humor', dosł. 'podnieś mnie') – deser złożony z warstwy biszkoptu nasączonej bardzo mocną kawą espresso, na którą nakłada się warstwę kremu z sera mascarpone, żółtek jaj kurzych i cukru, a całość posypuje się warstwą grubo zmielonych płatków gorzkiej czekolady. W Polsce popularna jest odmiana z biszkoptami nasączonymi dodatkowo likierem amaretto (we Włoszech wino marsala), do której obok żółtek używa się także białek jaj.
Deser ten podaje się bardzo silnie schłodzony, zwykle do kawy espresso. Tradycyjnie tiramisu spożywa się we Włoszech na drugie śniadanie – zwłaszcza w upalne dni. 
Istnieje co najmniej kilkadziesiąt różnych przepisów na tiramisu, które we Włoszech występuje w wielu regionalnych odmianach. Deser ten, tradycyjnie okrągły, przyjmuje obecnie najróżniejsze rozmiary i kształty, choć na ogół jest to prostokątne lub okrągłe ciastko o rozmiarach zbliżonych do polskich wuzetek.
Istnieje wiele legend na temat historii powstania tego klasycznego włoskiego deseru. Do miana stolicy tiramisù pretendują: Wenecja, Treviso, Friuli, Siena i Florencja, a wpływy kuchni lombardzkiej znajdziemy w serze mascarpone, produkowanym między Lodi a Abbiategrasso. Każde z tych miast ma własny przepis na jego wykonanie. Deser wymyślony został w północno-wschodnich Włoszech w latach 70. XX wieku. Zaserwował go po raz pierwszy w 1972 roku cukiernik Roberto Linguanotto (Loly), który w 1969 roku przygotował oryginalną recepturę z Alba Di Pillo  – żoną Ado Campeola, restauratora Alle Beccherie w Treviso. Pierwsze wzmianki o deserze ukazały się w 1981 roku w kolumnie Giuseppe Maffioli w kwartalniku kulinarnym Veneto.  Receptura deseru tiramisù otrzymała certyfikat Włoskiej Akademii Kulinarnej w roku 2010.    
Tiramisu, jako deser pożywny i regenerujący, stał się szybko bardzo popularny. Początkowo przyrządzano go według klasycznej receptury lub z pewnymi zmianami, nie tylko w restauracjach Treviso, ale także w całym regionie Wenecji Euganejskiej.